# Carl Goetz
Pour les articles homonymes, voir Goetz.
Carl Goetz, né le 10 avril 1862 à Vienne (Autriche-Hongrie) et mort dans la même ville, autrichienne, le 17 août 1932 , est un acteur autrichien.

## Biographie
Carle Goetz commence sa carrière par le théâtre, mais, à la suite de mauvaises critiques, il part pour les États-Unis où il est notamment caricaturiste dans la presse et illustrateur. Il revient ensuite à la scène et commence une carrière d'acteur au cinéma, où il se fait remarquer dans Loulou de Georg Wilhelm Pabst.

## Filmographie partielle
- 1920 : Der Graf von Cagliostro de Reinhold Schünzel
- 1921 : Drakula halála de Károly Lajthay
- 1923 : L'Expulsion de Friedrich Wilhelm Murnau
- 1924 : Hôtel Potemkine de Max Neufeld
- 1928 : Princesse Olala (Prinzessin Olala) de Robert Land
- 1929 : Mon cœur est un jazz band de Friedrich Zelnik
- 1929 : Loulou de Georg Wilhelm Pabst
- 1930 : Le Concert de flûte de Sans-Souci de Gustav Ucicky
- 1931 : 1914, fleurs meurtries (1914, die letzten Tage vor dem Weltbrand), de Richard Oswald
- 1931 : Le Grand Amour (Die grosse Liebe) d'Otto Preminger
- 1931 : Yorck de Gustav Ucicky
- 1931 : Das Lied vom Leben d'Alexis Granowsky

## Source de la traduction
- (de) Cet article est partiellement ou en totalité issu de l’article de Wikipédia en allemand intitulé « Carl Goetz (Schauspieler) » (voir la liste des auteurs).